# Eldar Asanow
Eldar Emiralijewycz Asanow (ukr. Ельдар Еміралієвич Асанов; ur. 22 sierpnia 1974) – radziecki, a potem ukraiński zapaśnik walczący w stylu wolnym.
Wicemistrz świata w 1997. Zajął dwunaste miejsce na mistrzostwach Europy w 2002. Brązowy medalista igrzysk wojskowych w 1995 i 1999. Mistrz świata młodzieży w 1993 i Europy w 1994. Mistrz Europy juniorów w 1992 roku.